# Pirching am Traubenberg
Pirching am Traubenberg – gmina w Austrii, w kraju związkowym Styria, w powiecie Südoststeiermark. Według Austriackiego Urzędu Statystycznego liczyła 2592 mieszkańców (1 stycznia 2015).